# Team Differdange-Losch/Saison 2014
Dieser Artikel listet Erfolge und Fahrer des Radsportteams Differdange-Losch in der Saison 2014 auf.

## Erfolge in der UCI Europe Tour
| Datum        | Rennen                                              | Kat. | Fahrer         |
| ------------ | --------------------------------------------------- | ---- | -------------- |
| 2. September | 1b. Etappe Giro della Regione Friuli Venezia Giulia | 2.2  | Jānis Dakteris |

## Erfolge in der UCI America Tour
| Datum       | Rennen                                          | Kat. | Fahrer          |
| ----------- | ----------------------------------------------- | ---- | --------------- |
| 21. Februar | 2. Etappe Vuelta a la Independencia Nacional    | 2.2  | Jānis Dakteris  |
| 27. Juni    | Dominikanische Meisterschaft – Einzelzeitfahren | CN   | Augusto Sánchez |
| 29. Juni    | Dominikanische Meisterschaft – Straßenrennen    | CN   | Diego Milán     |
| 3. August   | 2a Etappe Tour de Guadeloupe                    | 2.2  | Johan Coenen    |
| 6. August   | 5. Etappe Tour de Guadeloupe                    | 2.2  | Diego Milán     |
| 9. August   | 8a Etappe Tour de Guadeloupe                    | 2.2  | Jānis Dakteris  |

## Erfolge im Cyclocross 2013/2014
| Datum      | Rennen                                 | Fahrer           |
| ---------- | -------------------------------------- | ---------------- |
| 12. Januar | Luxemburgische Meisterschaft, Cessange | Christian Helmig |

## Abgänge – Zugänge
| Zugänge                    | Team 2013                 | Abgänge                      | Team 2014                   |
| -------------------------- | ------------------------- | ---------------------------- | --------------------------- |
| Kevin Suárez               | Doltcini-Flanders         | Salvador Guardiola           | PinoRoad                    |
| Joaquín Sobrino            | SP Tableware              | Myron Simpson                | Team Budget Forklifts       |
| Rubén Menéndez             | Start-Trigon Cycling Team | Sascha Weber                 | Veranclassic-Doltcini       |
| Luboš Pelánek              | Team Vorarlberg           | Simon Holt                   | Felt-Colbornes-Hargroves RT |
| Augusto Sánchez            | Caico Cycling Team (2008) | Kevin Kohlvelter             | Mutua Levante-Delikia       |
| Sebastiano Frassetto       | Neoprofi                  | Paavo Paajanen               | Karriereende                |
| Damien Garcia              | Neoprofi                  | Sjef De Wilde                | Unbekannt                   |
| Corrado Lampa              | Neoprofi                  | Augusto Sánchez (bis 25.07.) | Unbekannt                   |
| William Guzmán (ab 22.07.) | Neoprofi                  |                              |                             |
| Boris Carène (ab 07.08.)   | Neoprofi                  |                              |                             |

## Mannschaft
| Name                 | Geburtstag        | Nationalität            |
| -------------------- | ----------------- | ----------------------- |
| César Bihel          | 11. April 1988    | Frankreich              |
| Boris Carène         | 7. Dezember 1985  | Frankreich              |
| Johan Coenen         | 4. Februar 1979   | Belgien                 |
| Jānis Dakteris       | 20. Mai 1991      | Lettland                |
| Sebastiano Frassetto | 17. März 1992     | Italien                 |
| Sven Fritsch         | 29. Mai 1994      | Luxemburg               |
| Damien Garcia *      | 17. April 1992    | Frankreich              |
| William Guzmán       | 6. April 1992     | Dominikanische Republik |
| Christian Helmig     | 17. Mai 1981      | Luxemburg               |
| Gediminas Kaupas     | 7. September 1988 | Litauen                 |
| Vytautas Kaupas      | 1. April 1982     | Litauen                 |
| Corrado Lampa        | 7. Februar 1990   | Italien                 |
| Max Losch            | 23. April 1993    | Luxemburg               |
| Rubén Menéndez       | 3. März 1978      | Spanien                 |
| Diego Milán          | 10. Juli 1985     | Dominikanische Republik |
| Luboš Pelánek        | 29. Juli 1981     | Tschechien              |
| Joaquín Sobrino      | 29. Juni 1982     | Spanien                 |
| Kevin Suárez         | 17. Oktober 1989  | Belgien                 |

* Der Fahrer Damien Garcia wurde 2014 nicht bei der UCI als Fahrer des Teams registriert.